# Savannah (Missouri)
Savannah è un comune degli Stati Uniti d'America, situato nello Stato del Missouri, nella contea di Andrew, della quale è il capoluogo.